# Querida enemiga
Querida enemiga es una telenovela mexicana producida por Lucero Suárez para Televisa y transmitida por Canal de las estrellas en el 2008 después de 110 capítulos de una hora.
Protagonizada por Ana Layevska, Gabriel Soto y Jorge Aravena, con las participaciones antagónicas de Carmen Becerra, Miguel Ángel Biaggio, Marco Méndez y Alexandra Graña, cuenta con las actuaciones estelares de la primera actriz María Rubio, Socorro Bonilla, Alfonso Iturralde, Héctor Ortega, Luz Elena González y Adanely Núñez, así como las actuaciones especiales de Nuria Bages y Juan Peláez.

## Sinopsis
Lorena y Sara crecieron juntas en un orfanato y se quieren como hermanas, pero son completamente distintas. Lorena sueña con formar una familia y lo que más le gusta en la vida es cocinar. Sara es materialista, siempre ha odiado la pobreza que se vive en el orfanato y su ambición es mayor que sus escrúpulos. 
Lorena, que sueña con aprender alta cocina se marcha del orfanato para ir a estudiar gastronomía en la capital. Ese mismo día, la madre superiora descubre que Sara ha robado el dinero del orfanato, pero al enfrentarse a ella, muere de un paro cardíaco. Sara huye con Chalo, su amante y cómplice, después de robar su expediente y el de Lorena. Al leerlos, se entera de que ella misma fue encontrada en un basurero, mientras Lorena fue abandonada en el orfanato sin explicación alguna por su abuela, la millonaria Hortensia Armendáriz. Su primer impulso es ir en busca de Lorena para ayudarla a enfrentarse a su abuela y luchar por sus derechos, pero luego cambia de idea y decide usurpar su lugar en el imperio gastronómico de los Armendáriz.
Ajena a todo esto, Lorena encuentra trabajo en la misma empresa Armendáriz como ayudante de cocina. Allí conoce a Alonso, un joven médico del que se enamora y al poco tiempo se convierte en su novia. Pero Sara, quien también se ha enamorado de Alonso, no descansará hasta separarlos. Hortensia, por su parte, lucha con todos sus recursos para evitar enfrentarse a la gente a la que ha hecho daño. 
Cuando Lorena descubre las intrigas de Sara, se da cuenta de que nunca conoció realmente a quien quería como a una hermana. En medio de su sufrimiento, se enfrentará y encontrará una nueva esperanza de la mano de quien menos sospechaba que pudiera amarla.

## Elenco
- Ana Layevska - Lorena De la Cruz / Lorena Armendáriz Ruiz de Mendiola
- Gabriel Soto - Alonso Ugarte Solano
- Carmen Becerra - Sara De la Cruz / Sara Armendáriz / Sara Vda. de Cuenca
- María Rubio - Hortensia Vallejo Vda. de Armendáriz
- Jorge Aravena - Ernesto Mendiola
- Luz María Jerez - Bárbara Amezcua de Armendáriz
- Socorro Bonilla - Zulema Ruiz de Armendáriz
- Alfonso Iturralde - Omar Armendáriz Vallejo
- Raquel Pankowsky -  Clara
- Héctor Ortega - Don Toribio Ugarte
- Danna Paola - Bettina Aguilar Ugarte
- Mauricio Aspe - Lic. Arturo Sabogal Huerta
- Miguel Ángel Biaggio - Gonzalo "Chalo" Carrasco
- Marco Méndez - Dr. Bruno Palma
- Luz Elena González - Diana Ruiz de Palma
- Bibelot Mansur - Rosalbina "Rossy" López Martínez
- Patricia Martínez - María Eugenia "Maruja" Martínez Vda. de López
- Sharis Cid - Paula Ugarte Solano
- Eduardo Rivera - Darío Aguilar
- Zully Keith - Catalina Huerta Vda. de Sabogal
- Dalilah Polanco - Greta
- José Carlos Femat - Julián Ruiz
- Alexandra Graña - Jacqueline Hernández
- Adanely Núñez - Valeria de Sabogal
- José Manuel Lechuga - Vasco Armendáriz Amezcua
- Maria Alicia Delgado - Madre Trinidad
- Mercedes Vaughan - Madre Carmelita
- Nuria Bages - Madre Asunción
- Luis Xavier - Jaime Armendáriz Vallejo
- Jesús Zavala - Iván Liñán Mendiola
- Andrés Torres Romo - Alex Liñán Mendiola
- Karol Sevilla - Gina Liñán Mendiola
- Dobrina Cristeva - Silvia Mendiola Chaves
- Mario Casillas - Alan Zimmerman
- Abril Campillo - Noemí Serrano
- Axel Rico - Oscar Antonio de la Garza
- Mariana Ávila - Mónica Gaitán
- Abraham Stavans - Santiago Arredondo
- Jorge Trejo - Jorge
- Juan Peláez - Fafy Cuenca
- Maribel Fernández - Olga
- Lina Santos - Ximena
- Malillany Marin - Vanessa
- Marisol Santacruz - Candelaria
- Alfredo Oropeza - Chef Alfredo Oropeza
- Natalia Juárez - Florencia' #1
- Mariluz Bermúdez - Florencia #2
- Polly - Fanny
- Juan Ignacio Aranda - Lic.Gabriel Mendoza
- Ana Patricia Rojo - Invitada
- Ingrid Martz - Invitada

## Equipo de producción
- Historia original: Pablo Serra, Érika Johanson
- Adaptación: Carmen Sepúlveda, Edwin Valencia, Lucero Suárez
- Edición literaria: Mario Iván Sánchez Camacho
- Escenografía: Rocío Vélez
- Ambientación: Esperanza Rendón
- Dirección de arte: Sandra Cortés
- Diseño de vestuario: Almudena Suárez Peñalva, Cintia Gil Beltrán
- Diseño de imagen: Karina Romero, Carlos Juárez Aguilar
- Tema musical: Te ha robado
- Autores: Mauricio L. Arriaga, J. Eduardo Murguía
- Interpreta: Manuel Mijares
- Música incidental: Adrián Bac, Guillermo Alzúa, Julio César Blanco
- Musicalizador: Jesús Blanco
- Edición: Omar Blanco, Mauricio Cortés
- Jefes de producción: Héctor Noceda Trejo, Tonatiuh Reyes Correa, Alberto Ruiz Roig
- Productor asociado: Ángel Jesús Villaverde Bolaños
- Dirección de cámaras en locación: Jorge Miguel Valdés, Gilberto Macín
- Dirección de escena en locación: Claudia Elisa Aguilar
- Dirección de cámaras en foro: Víctor Soto
- Dirección de escena en foro: Gastón Tuset
- Productora ejecutiva: Lucero Suárez

## Premios y nominaciones

### Premios TVyNovelas 2009
| Categoría            | Persona       | Resultado |
| -------------------- | ------------- | --------- |
| Mejor telenovela     | Lucero Suárez | Nominada  |
| Mejor actriz juvenil | Danna Paola   | Nominada  |

### Premios ACE 2009
| Categoría                   | Persona             | Resultado |
| --------------------------- | ------------------- | --------- |
| Mejor actriz                | Ana Layevska        | Nominada  |
| Mejor actor                 | Gabriel Soto        | Nominado  |
| Mejor villana               | Carmen Becerra      | Nominada  |
| Mejor co-actuación femenina | María Rubio         | Ganadora  |
| Mejor actor revelación      | José Manuel Lechuga | Nominado  |

### TV Adicto Golden Awards
| Año  | Categoría               | Nominados                    | Resultado |
| ---- | ----------------------- | ---------------------------- | --------- |
| 2008 | Mejor lanzamiento       | Jorge Aravena                | Ganador   |
| 2008 | Mejor historia original | Pablo Serra y Erika Johanson | Ganadores |
| 2008 | Mejor final             | Lucero Suárez                | Ganadora  |

## Versiones
- En Grecia, el canal Mega Channel compró los derechos para realizar su propia versión, llamada "Η ζωή της άλλης" (en español: La Vida de Otra), Se transmitió por tres temporadas, entre 2009 y 2013.